# Sound of Metal
Sound of Metal è un film del 2019 diretto da Darius Marder, con protagonista Riz Ahmed. Il film è stato candidato a sei Premi Oscar nel 2021, vincendo nelle categorie miglior sonoro e miglior montaggio.

## Trama
Ruben Stone è un batterista, facente parte del duo metal "Blackgammon", insieme alla cantante e sua ragazza, Lou. La coppia vive in un camper e conduce una vita composta da continui viaggi attraverso il paese per esibirsi nei concerti. Un giorno Ruben, poche ore prima di un concerto, inizia a perdere improvvisamente l'udito. Si reca in una farmacia in cerca di una diagnosi, incontrando un farmacista che lo indirizza a un medico. Eseguendo un test dell'udito, Ruben scopre che le sue capacità uditive gli permettono di distinguere solo il 20-30 per cento delle parole che sente e che il suo udito si sta deteriorando rapidamente; inoltre, sebbene gli impianti cocleari possano avvantaggiarlo, il loro costo elevato non è coperto da assicurazione. Il medico suggerisce a Ruben di eliminare totalmente l'esposizione a rumori forti e gli consiglia di sottoporsi successivamente ad ulteriori esami, allo scopo di ottenere informazioni più chiare sul suo disturbo. Ruben, nonostante la sua volontà di recuperare l'udito perso, continua a esibirsi ignorando le indicazioni.
Quando Lou viene a sapere delle condizioni di Ruben vuole smettere di esibirsi per la sua sicurezza, ma lui insiste per continuare. Lou è anche preoccupata per la sua sobrietà, poiché è un ex tossicodipendente pulito ormai da quattro anni. Chiamando Hector, il suo sponsor anonimo della narcotici, Ruben e Lou trovano un rifugio rurale per sordi disposti ad accettare Ruben, gestito da un uomo di nome Joe, un ex-alcolizzato che ha perso l'udito durante la guerra del Vietnam. Ruben inizialmente rifiuta l'aiuto di Joe, dato che questi non permette a Lou di vivere lì, ed inoltre le sue ideologie lo portano ad essere contrario all'applicazione di impianti uditivi, obbiettivo di Ruben. Lou, ansiosa per il benessere del compagno, se ne va, tornando a vivere dal padre, convincendo Ruben a tornare al centro di recupero.
Ruben inizia a partecipare alle riunioni del gruppo, incontrando e conoscendo altri membri della comunità, abituandosi alla sua nuova vita da sordo. Viene presentato a Diane, un'insegnante, e ai bambini della sua classe, iniziando a imparare la lingua dei segni americana. Joe, a scopo di terapia, incarica Ruben di scrivere all'infinito su un quaderno, e di sedersi pacificamente una volta stancatosi, nel tentativo di metterlo a suo agio con il silenzio, e gli confida che lui farà lo stesso, simultaneamente. Ruben si unisce alla classe di Diane, iniziando a socializzare con i bambini e il resto della comunità, dando a questi e a Diane anche lezioni di batteria.
Il soggiorno di Ruben alla comunità è stato fino a quel momento sostentato da una chiesa, ma Joe gli offre un modo più permanente di restare, come collaboratore, e gli chiede di pensarci. Ruben usa periodicamente il computer per vedere cosa sta facendo Lou, scoprendo che sta sperimentando la sua musica a Parigi. In cerca di soldi, fa in modo che la sua amica Jenn venda la sua batteria e altre attrezzature musicali, per poi vendere successivamente anche il suo camper, allo scopo di pagare il costoso intervento d'installazione di un impianto cocleare. Racimolati i soldi e completata la prima parte dell'intervento, Ruben si reca da Joe con la richiesta di un prestito di denaro per riacquistare il camper, mentre attende l'attivazione dell'impianto. Joe rifiuta, poiché la comunità è fondata sulla convinzione che la sordità non sia un handicap, motivo per il quale Joe, con molta delusione e rammarico, chiede gentilmente a Ruben di andarsene dalla comunità.
Una volta attivati, gli impianti consentono a Ruben di sentire, ma il suono che ne deriva è fortemente distorto e non è quello che sperava, e questo sconvolge i suoi tentativi di recuperare il suo vecchio stile di vita. Ruben, a questo punto, vola a Parigi per incontrare Lou a casa del suo ricco padre Richard, avendo stabilito la sua nuova vita lì. Richard lo accoglie e gli permette di restare. Richard confida a Ruben che, sebbene inizialmente non lo apprezzasse, riconosce che lui ha reso Lou felice. La sera stessa è organizzata una festa, Lou e suo padre si esibiscono in un duetto, anche se gli impianti di Ruben gli impediscono di apprezzarlo appieno. Quella sera Ruben e Lou discutono della possibilità di suonare di nuovo e di tornare in tour. Ruben nota che questo rende Lou ansiosa, ma le dice che va tutto bene e che gli ha salvato la vita. Lou, rattristata, dice a Ruben che anche lui ha salvato la sua vita. La mattina dopo, Ruben si sveglia, prende le sue cose e se ne va mentre Lou dorme. Ancora una volta infastidito dalla distorsione, Ruben si siede all'aperto rimuovendo i processori dei suoi impianti e restando nel più totale silenzio.

## Produzione
Il film è stato concepito da Derek Cianfrance basandosi sulle proprie esperienze da batterista affetto da acufene. Dopo esser stato costretto ad abbandonare il progetto, allora intitolato Metalhead, a causa dei suoi impegni cinematografici post-Blue Valentine (2010), Cianfrance ha deciso di "regalare" il film all'amico Darius Marder, che aveva co-sceneggiato il suo Come un tuono.
La produzione del film è stata annunciata nel gennaio 2016, inizialmente con Dakota Johnson e Matthias Schoenaerts nei ruoli principali. Nel luglio 2018 sono stati sostituiti da Riz Ahmed e Olivia Cooke. Gran parte del cast è composto da attori non-professionisti provenienti dalla comunità sorda. In particolare, per il ruolo di Joe, la produzione ha rifiutato molti nomi famosi che si erano offerti per la parte, scegliendo infine Paul Raci, attore figlio di genitori sordi che non aveva mai ottenuto prima un ruolo di rilievo nella sua carriera.
Prima delle riprese, Ahmed ha preso lezioni di batteria per sei mesi per meglio calarsi nel personaggio, oltre che imparare interamente la lingua dei segni americana. Il film è stato girato in quattro settimane nel Massachusetts (USA) e ad Anversa (Belgio).

## Distribuzione
È stato presentato in anteprima il 6 settembre 2019 al Toronto International Film Festival, nella sezione Platform. Amazon Studios ne ha acquisito i diritti di distribuzione una settimana più tardi. Originariamente prevista per il 14 agosto 2020, la data d'uscita del film è stata annullata a causa della pandemia di COVID-19 negli Stati Uniti e nel mondo: il film ha finito per avere una distribuzione limitata nelle sale cinematografiche statunitensi dal 20 novembre 2020 ed essere distribuito a livello globale in streaming su Prime Video dal 4 dicembre dello stesso anno.

## Accoglienza
Il film è stato accolto da recensioni positive. Sull'aggregatore Rotten Tomatoes ottiene un indice di gradimento del 96%, con un voto medio di 8,2 sulla base di 226 recensioni da parte dei critici. Sul sito Metacritic ottiene un punteggio totale di 82 su 100, basato su 31 recensioni da parte della critica.

## Riconoscimenti
- 2021 - Premio Oscar[13]
  - Miglior montaggio a Mikkel E. G. Nielsen
  - Miglior sonoro a Nicolas Becker, Jaime Baksht, Michelle Couttolenc, Carlos Cortés e Philip Bladh
  - Candidatura per il miglior film
  - Candidatura per il miglior attore a Riz Ahmed
  - Candidatura per il miglior attore non protagonista a Paul Raci
  - Candidatura per la migliore sceneggiatura originale a Darius Marder, Abraham Marder e Derek Cianfrance
- 2021 - Golden Globe
  - Candidatura per il miglior attore in un film drammatico a Riz Ahmed
- 2019 - Festival del cinema di Zurigo[14]
  - Occhio d'oro al miglior film
- 2020 - Boston Society of Film Critics Awards[15]
  - Miglior attore non protagonista a Paul Raci
- 2020 - Chicago Film Critics Association Awards[16][17]
  - Miglior attore non protagonista a Paul Raci
  - Candidatura per il miglior attore a Riz Ahmed
  - Candidatura per il premio Milos Stehlik al miglior regista rivelazione a Darius Marder
- 2020 - Gotham Independent Film Awards[18]
  - Miglior attore a Riz Ahmed
- 2021 - Independent Spirit Awards[19]
  - Candidatura per il miglior film d'esordio
  - Candidatura per il miglior attore protagonista a Riz Ahmed
  - Candidatura per il miglior attore non protagonista a Paul Raci
- 2021 - National Society of Film Critics Awards[20]
  - Miglior attore non protagonista a Paul Raci
- 2021 - San Diego Film Critics Society Awards[21][22]
  - Miglior attore a Riz Ahmed
  - Miglior attore non protagonista a Paul Raci
  - Candidatura per il miglior film
  - Candidatura per il miglior regista a Darius Marder
  - Candidatura per la migliore attrice non protagonista a Olivia Cooke
  - Candidatura per il miglior artista emergente a Riz Ahmed
  - Candidatura per la migliore sceneggiatura originale a Darius Marder, Abraham Marder e Derek Cianfrance
  - Candidatura per il miglior utilizzo delle musiche
- 2021 - Satellite Awards[23]
  - Candidatura per il miglior film drammatico
  - Candidatura per il miglior regista a Darius Marder
  - Candidatura per il miglior attore in un film drammatico a Riz Ahmed
  - Candidatura per il miglior sonoro a Phillip Bladh, Nicolas Becker, Jaime Baksht, Michelle Couttolenc, Carlos Cortés e Carolina Santana